# René Pezzati
René Pezzati ist ein ehemaliger uruguayischer Radrennfahrer.

## Sportliche Laufbahn
Sein bedeutendster internationaler Erfolg war der Gewinn der Bronzemedaille im Mannschaftszeitfahren bei den UCI-Straßen-Weltmeisterschaften 1962. Der Vierer aus Uruguay fuhr in der Besetzung Juan José Timón, Ruben Etchebarne, Vid Cencic und René Pezzati.
Er gewann 1962, 1964, und 1967 Etappen in der Uruguay-Rundfahrt. Pezzati startete 1967 im Straßenrennen und im Mannschaftszeitfahren der Panamerikanischen Spiele.